# Guido Ruggiero
Guido Ruggiero (* 1944 in Danbury (Connecticut), USA) ist ein amerikanischer Historiker und Professor an der University of Miami. Er befasst sich innerhalb der Geschichtswissenschaft mit interdisziplinären Herangehensweisen wie der Mikrogeschichte, narrativer Geschichtsschreibung und der Verschmelzung von Literatur, Literaturkritik und Archivgeschichte. Seine Themenschwerpunkte umfassen Verbrechen, Magie, Wissenschaft, Gender, Sexualität und Alltagskultur zur Zeit der italienischen Renaissance.

## Leben
Guido Ruggiero studierte antike Geschichte und Philosophie an der University of Colorado Boulder. 1967 erlangte er seinen Master an der University of California, Los Angeles, wo er 1972 auch seinen Ph.D. erlangte. Seine Doktorarbeit trägt den Titel The Ten. Control of Violence and Social Disorder in Trecento Venice und behandelt den Rat der Zehn im politischen und sozialen Kontext der Gewalt zur Zeit des Trecento. Dabei arbeitete Guido Ruggiero mit ausgiebigen Recherchen in Venezianischen Archiven.  Betreut wurde das Doktorat von Professor Lauro Martines, welcher selbst einen Forschungsschwerpunkt auf Italien zur Zeit der Renaissance legt. Des Weiteren wurde Guido Ruggiero zu dieser Zeit beeinflusst von seinen Lehrern Richard Rouse, David Packard, Milton Anastos, Lynn Townsend White und Gerhart B. Ladner.
Als Regent’s Fellow an der University of California nahm er seine Forschungsarbeit zu den Themenschwerpunkten Venedig und venezianischen Archiven auf. Des Weiteren war er Fellow an der Harvard Villa I Tatti in Florenz (1990–1991) und hatte Gastprofessuren an der Harvard Villa I Tatti in Florenz (2012), der University of Cincinnati (1971–87), dem Zentrum in Florenz der Syracuse University (1985–86) und der University of Tennessee (1983–84) inne. Außerdem war er Scholar in Residence an der American Academy in Rome (2011) und Mitglied am Institute for Advanced Study in Princeton (1981–82, 1991).
Guido Ruggiero ist Professor für Geschichte und Cooper Fellow of the College of Arts and Sciences an der University of Miami.

## Wirken
Guido Ruggiero betreibt eine Form der Mikrogeschichte, welche von Einflüssen der Sozialgeschichte geprägt ist. Dabei orientiert er sich unter anderem an Mikrohistorikern wie Carlo Ginzburg, Natalie Zemon Davis und Gene Brucker. Zwischen 1990 und 1993 veröffentlichte er gemeinsam mit Edward Wallace Muir drei Sammelbände mit ausgewählten Artikeln der Zeitschrift Quaderni Storici. Diese brachten laut István Szijártó die italienische Mikrogeschichte dem englischsprachigen Publikum näher.
Guido Ruggiero forscht hauptsächlich über Italien zur Zeit der Renaissance. So wurde unter anderem sein Buch The Renaissance in Italy: A Social and Cultural History of the Rinascimento viel beachtet, wofür er 2014 von der American Association for Italian Studies den Preis für das best book of 2014 on premodern Italy erhielt. Darin machte er Ansätze die Italienische Renaissance neu zu denken. Er kritisierte den Begriff der Renaissance als zu vorbelastet von Ideen des 19. und 20. Jahrhunderts und ersetzte ihn durch den italienischen Begriff des Rinascimento. In diesem Begriff sieht er das Potential für eine Neudenkung der Renaissance nicht nur als historische Zeitperiode, sondern auch als historische Bewegung gleichermaßen. “A rethinking that aims to provide not so much a new way of seeing … [the Renaissance] as a period, as a suggestion for a new paradigm built upon the impressive scholarship of the last few generations that would allow us to conceptualize it at once as a period and a movement of return and rebirth that typified the time.”
Sein Interesse an interdisziplinären Herangehensweisen innerhalb der Geschichtswissenschaft zeigt sich in der narrativen Geschichtsschreibung, in der beispielsweise sein Buch Binding Passions. Tales of Magic, Marriage and Power at the End of the Renaissance geschrieben wurde. Dabei versucht er, das Geschichtenerzählen mit der Forschungsdisziplin der Mikrogeschichte zu verbinden. Er beschreibt, sein Fokus liege auf einem unterhaltenden Leseerlebnis, dessen Hintergründe breit recherchiert wurden. Dabei sieht er sich gelegentlich mit der Kritik konfrontiert, das literarische Interesse zu stark zu gewichten, was auch Diskussionen darüber auslöst, ob das Werk innerhalb der Mikrogeschichte verortet werden kann.

## Publikationen

### Monographien
- Violence in Early Renaissance Venice. Rutgers University Press, New Brunswick, N.J. 1980, ISBN 0-8135-0894-0.
- The Boundaries of Eros: Sex Crime and Sexuality in Renaissance Venice. Oxford University Press, New York 1989, ISBN 0-19-503465-1.
- Binding Passions: Tales of Magic, Marriage and Power from the End of the Renaissance. Oxford University Press, New York 1993, ISBN 0-19-507930-2.
- Machiavelli in Love: Sex, Self and Society in Renaissance Italy. Johns Hopkins University Press, Baltimore 2010, ISBN 0-8018-8516-7.
- The Renaissance in Italy: A Social and Cultural History of the Rinascimento. Cambridge University Press, Cambridge 2014, ISBN 978-0-521-89520-0.

### Als Herausgeber
- mit Edward Muir: Sex and Gender in Historical Perspectives. Johns Hopkins University Press, Baltimore 1990, ISBN 0-8018-3991-2.
- mit Edward Muir: Microhistory and the Lost Peoples of Europe. Johns Hopkins University Press, Baltimore 1991, ISBN 978-0801841835.
- mit Edward Muir: History from Crime. Johns Hopkins University Press, Baltimore 1993, ISBN 0-8018-4732-X.
- A Companion to the Renaissance. Blackwell, Oxford 2002, ISBN 0-631-21524-7.
- mit Laura Giannetti: Five Comedies from the Italian Renaissance. Johns Hopkins University Press, Baltimore 2003, ISBN 0-8018-7257-X.

## Auszeichnungen
- 1990 Guggenheim-Stipendium
- 2007 Provost’s Award for Scholarly Merit der University of Miami
- 2010 William R. Jones Outstanding Mentor Award des Florida Education Fund
- 2014 American Association for Italian Studies Prize for the best book of 2014 on premodern Italy (für The Renaissance in Italy: A Social and Cultural History of the Rinascimento.)